# Cegua
La Cegua (del náhuatl, cihuatl, mujer), también conocida como Ceguanaba, Segua o Tzegua, es un personaje de las leyendas mexicanas y centroamericanas. Es un ser espectral que se materializa por las noches en caminos solitarios, solicitando ayuda para que la lleven a algún poblado cercano. El espanto generalmente se aparece a los hombres mujeriegos en la forma de una mujer muy hermosa, la cual luego se transforma en un monstruo con la cabeza de un caballo. El mito de la Cegua es de origen mesoamericano y está relacionado con el mito de la Siguanaba, con algunas variantes, y en parte, con el de la Llorona. El término «cegua» utilizado para denominar a este monstruo se encuentra más difundido en Costa Rica y Nicaragua, y ha inspirado obras literarias, teatro, cine, música, cómics y otras manifestaciones culturales.

## Origen
Originalmente, el término cihuacóatl designaba a una diosa nahua que representaba la fecunda Madre Tierra, la cual era conocida por muchos nombres. Posiblemente, su culto se originó en la Huasteca (costa del golfo de México). En general, los huastecos eran un pueblo rico en folclor e imaginación mítica para crear diosas de la fertilidad y de la lujuria, con gran prevalencia de cultos fálicos y de deidades conectadas a la vida sexual.
En la mitología mesoamericana, la diosa Cihuacóatl daba siempre gemelos. Muchas de las deidades de la vegetación, dadoras de riqueza, pasaron de los huastecos a otros pueblos. Cihuacóatl también está relacionada con el génesis de otra leyenda mesoamericana: La Llorona. La palabra cegua parece ser también una contracción de ceguanaba. De hecho, el término «cegua» proviene de «cihuateteo», término que se utilizaba para referirse a deidades nahuas.
Además, también su origen proviene de la creencia en el nahualismo. Un nahual, en la creencia moderna en Mesoamérica, viene siendo un chamán, brujo o persona que tiene el don o la habilidad de transformarse en un animal. De aquí, pues, surge la creencia de que cualquier mujer puede transformarse en una Cegua a través de brujería. Por otro lado, también tiene su origen en la diosa Xtabay de la mitología maya. En la mitología maya, Xtabay era la diosa del suicidio, quien premiaba a los suicidas con llevarlos a un paraíso especial; además se le consideraba también la diosa de los pecados carnales, ya que se decía que seducía a los hombres presentándose como una bella mujer que incitaba a estos a abrazarla y cuando los tenía revelaba un aspecto monstruoso que los mataba o volvía locos. Además de eso, también la Cegua proviene de la diosa Xilonem, la diosa del maíz.
Para los chinandeganos, la Cegua es, en realidad, la diosa del maíz llamada Xilonem, quien aparece para molestar a los hombres mujeriegos y trasnochadores. Asimismo, en los campos nicaragüense, se sostiene que este es un espíritu brutalmente demoníaco, dado a su naturaleza.
De hecho, según Naví Argentina Rodríguez de la universidad de Alcalá, la Cegua realmente es el mito de la mujer indígena, mediante las distintas diosas mesoamericanas. Agrega, además, que la Cegua es la transmutación de Cihuacóatl, que primero es una diosa patrona de las cihuateteo y una madre tierra creadora, que luego pasa a la segunda transmutación como la Llorona y, al final, va evolucionando más hasta transmutar en como la conocemos hoy en día.
Al igual que con la leyenda del Cadejo, entonces, la Cegua proviene del sincretismo cultural que se insertó con la llegada de los españoles a América, ya que el concepto del rostro de caballo aún no existía en los tiempos prehispánicos y vino después con la colonización española tras la introducción de los caballos al continente americano. Por lo tanto, la leyenda también viene siendo el reflejo o símbolo de la conquista y de la leyenda negra.
El término cegua para designar a este ser espectral es de uso predominante en Nicaragua y Costa Rica, mientras que en otros países de Centroamérica y en México se le conoce con otros nombres (X'tabay, Macihuatli en México, Siguanaba en Guatemala y El Salvador, Sucia en Belice y Honduras), con ligeras variaciones en la leyenda.
Vale destacar que en Aguascalientes (México), la versión local de la Llorona describe a este último espectro como una mujer con cabeza de calavera de caballo, igual a la Cegua, aunque no se le llama así.

## Leyenda

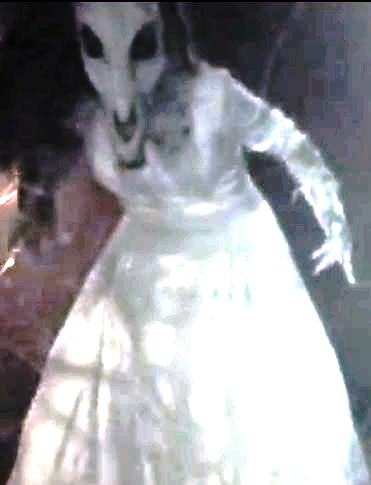
Imagen artística de estilo fotorealista de la Cegua

Según la leyenda, la Cegua es un ser monstruoso o demoníaco que se aparece de noche por caminos solitarios a los hombres mujeriegos que viajan solos, generalmente a caballo (o en automóvil o motocicleta, en relatos más modernos), bajo la forma de una hermosa muchacha. 
Es descrita como una joven muy linda, blanca (o morena, según la versión), de rostro ovalado, ojos negros y grandes, largo pelo rizado de color negro y boca preciosa, con labios rojos como sangre, con una voz divina que arrulla como canto de sirena, y de cuerpo con curvas pronunciadas, esbelto y tentador. Va vestida de negro completo o de blanco y en algunas ocasiones, con un vaporoso vestido de color rosado, y en otra versiones, con un lujoso vestido de época. 
En la versión nicaragüense, además, podría llevar puesto sobre el rostro un delicado velo. Al verla, ella convencería al varón de que la suba a su caballo. El hombre, al voltear la cabeza para contemplar lascivamente a la joven, se encuentra con que realmente ha subido a su caballo a un espectro que, donde tenía cabeza de mujer, ahora presenta una calavera de caballo cubierta con carne podrida (o de una calavera, según otras versiones), ojos fulgurantes, un hocico cavernoso repleto de enormes dientes averiados y un aliento hediondo y putrefacto. El monstruo, entonces, se aferra fuertemente al jinete. El caballo, que parece darse cuenta de lo que lleva encima, echa a correr en galope salvaje sin que nadie pueda contenerlo. Se afirma que aquellos que al montar a la doncella han tenido malas intenciones mueren todos y se los encuentra tendidos con los ojos abiertos y saltados; los otros quedan inútiles para toda la vida. Existen también un par de historias donde la Cegua se presenta no como una mujer, sino como un niño que llora a la vera del camino o cerca de un río, y cuando el jinete lo levanta y lo sube al caballo para calmarlo, se da la horrible transformación. Cuenta la leyenda, en la versión nicaragüense, que se puede saber que está cerca ya que emite un hondo silbido o unas carcajadas diabólicas.

## Costa Rica
La versión costarricense de la leyenda narra que el origen del fantasma estaría en una hermosa mujer de la ciudad de Cartago, quien, sin embargo, no guardaba ninguna consideración a sus padres pues era muy orgullosa, a los que con frecuencia humillaba y desobedecía, pues se decía ser muy infeliz de ser pobre.
Un día, esta bellísima muchacha recibió una invitación de un acaudalado y buen mozo español para asistir a un baile, a lo cual su madre se opuso, pues él era reconocido por sus atributos de conquistador y poco formal con las muchachas. Ante la negativa de su mamá, la muchacha estalló en ira y blasfemó contra su madre y llenó de improperios su humilde hogar. La madre la observaba y lloraba en silencio, ante la actitud de su hija, pero a la joven no le bastó con insultar, sino que en un momento dado levantó su mano para abofetearla. Pero no había levantado completamente aún su mano, cuando de la nada salió una mano negra, con grandes uñas (o una bruja, según otras versiones) y sostuvo la mano de la hija ingrata, lanzándole una maldición:

«Te maldigo mala mujer, por ofender y pretender golpear a quien te dio la vida, desde hoy y para el resto de los siglos los hombres a a vos se acercarán, pero por tu espantoso rostro de vos correrán».

Otra versión también cuenta que ésta mujer, que fue muy vanidosa, se enamoró de aquel acaudalado hombre español quien abusó de ella. Siendo así, ésta quedó condenada a vagar por la eternidad buscando a hombres infames.
Así es como desde entonces la Cegua se aparece de pronto en el camino, insinuante y provocadora, pidiendo a algún jinete que la lleve en su caballo, argumentando que va al pueblo más cercano y no hay hombre que se resista a tan hermoso cuerpo y dulce ruego. Pero una vez que sube en ancas al caballo su cara se transforma en la de una horrible bestia similar a la de un caballo relinchando.
En la provincia de Guanacaste, también en Costa Rica, la Cegua, además de aparecerse a los hombres en los caminos, podría aparecerse en los bailes y fiestas de los pueblos, en donde coquetea con cuanto hombre se le acerca. Aquel que logra conquistarla, la acompaña al descampado de la pampa guanacasteca, y bajo un frondoso árbol de guanacaste, entregarse a sus amoríos hasta que bien avanzada la noche. Cuando el hombre por fin intenta besarla, ocurre la metamorfosis convirtiéndose su cabeza en una de mula o caballo. La manera de huir o escapar de ella es ponerle o mostrarles semillas de mostaza. Ya que el olor potente que producen, la Cegua deja de perseguir a su víctima y pretende comer las semillas, pero como sus manos se convirtieron en cascos de caballo, vomita su alma al no poder hacerlo; así la víctima se salva.

## Nicaragua
En Nicaragua, en tanto, es frecuente mencionar en las historias no una, sino varias ceguas, que podrían incluso cooperar entre ellas para atrapar una víctima. Según la tradición, la terrible Cegua que espanta a los hombres sería realmente una bruja traicionada, la cual está en busca de venganza en contra de los mujeriegos trasnochadores. Se dice que para que este personaje adquiera su grotesca apariencia, primero tiene entrar en la oscuridad de la noche (en general tiene que ser a las 11:00) a un maizal, donde hace un pacto con el señor de las tinieblas. Luego ella realizaría un ritual en donde vomitaría su alma en un guacal o vasija grande y largo, para perder su alma y con ello poder empezar su transformación, con lo cual adquiriría los poderes de la Siguanaba. Así, a través de los poderes demoníacos unidos al de la Siguanaba, puede convertir su cara en la de una yegua esquelética; sus cabellos se vuelven como el pelo del maíz y sus dientes como los granos de mazorca podrida. Además de eso, el resto de su cuerpo se transforma: su piernas se vuelven tan largas y robustas como las patas traseras de un caballo, sus pies se hacen más grandes y lo mismo ocurre con sus brazos, dándole a ella una gran fuerza física y velocidad, que le asegurarán no dejar escapar a su víctima.
Cuando el trasnochador no es precavido, la Cegua primero lo emboscaría, jugando con él, para luego atormentarlo pero sin matarlo inmediatamente. El espectro se apodera del hombre y le muerde la mejilla dejándole la marca de picaflor e infiel. Se dice que todos los que la ven terminan locos, ya que al dejarlos ir, cuando  estos son encontrados por alguien, se les ve en su cara el terror de haberla visto, sus ojos desorbitados también con una fuerte fiebre y otros síntomas, como la diarrea. De esto se expresa el dicho popular nicaragüense "andar jugado de Cegua". Posteriormente, la víctima casi loca, antes morir, lo único que dice es: ¡La vi, la vi!.
Para eludir a este monstruo, la tradición indica que la única forma de protegerse es llevando semillas de mostaza y un sombrero cualquiera; luego habría que mostrarle este con la copa boca arriba, acto que la impresionaría mucho. Seguido de eso habría que sacar las semillas de mostaza y arrojarlas contra ella; esto ya que se dice que la semilla de mostaza es sagrada (según el Evangelio de san Mateo 13:31-32). Con esta acción, la Cegua trataría de recoger las semillas, lo cual le resultaría imposible al estar transformada, porque cada vez que termine de recoger los granos estos caerán de sus manos nuevamente y ella otra vez intentará recogerlos, si no hace este ritual moriría de vergüenza por haber vomitado su alma. Así, de cualquier forma ella no dejaría de hacerlo nunca y al llegar al amanecer moriría irremediablemente, para renacer nuevamente sólo hasta la noche siguiente. Se dice que esta tradición ha permitido a los caminantes escapar muy fácilmente de ella mientras intentaba recoger los granos de mostaza. En otras versiones, al ser un espectro que aparece solo a los varones que viajan solitarios, la mejor forma de eludirla sería ir acompañado o bien, si se debe andar solo, cargar con alguna reliquia religiosa como el escapulario del Carmen o el Detente.

## En expresiones culturales

### Literatura
- En mayo de 1944, el escritor costarricense Carlos Luis Sáenz publicó un poema titulado «La Cegua», acerca del encuentro de un campesino con este fantasma.[16]
- En el libro «Leyendas costarricenses», compilado por Elías Zeledón Cartín, aparecen tres relatos sobre este personaje: «La Cegua del Poás» (1975), del costarricense Guido Álvarez Navarro, «La Tzegua» (1961), por el escritor guatemalteco Máximo Soto Hall, y «Carlos y la Cegua», cuento publicado por «Tico Tales»;[17] y es mencionado en el mismo libro, en el relato «Yo y la larva», de Mario González Feo.[18] Igualmente, en «Leyendas ticas», también de Elías Zeledón, se recopilan cuatro historias sobre el personaje: «Reminiscencias», de Domingo Monge Ramos; «Asombrado por la Segua»; de José J.Sánchez S.; «Los fantasmas de antaño», por Ernesto Ortega; y «La Segua», por Jaime Granados Chacón.[19]
- Alberto Cañas Escalante, reconocido autor de teatro costarricense ―que escribió obras tales como En agosto hizo dos años, Algo más que dos sueños, El luto robado y El héroe―, escribió la obra La Segua.

### Cómic
- La obra «Leyendas costarricenses en novela gráfica», de los historietistas Oscar Sierra Quintero y Ronald Díaz Cabrera, incluye una versión de esta leyenda en forma de novela gráfica.
- La Cegua fue uno de los personajes que aparecía en el cómic «Kadejos», de la revista K-Oz Cómics. En él aparecían versiones de las leyendas costarricenses adaptadas en forma de superhéroes y supervillanos.

### Cine y televisión
La Cegua como leyenda costarricense ha estado presente en varios programas y miniseries de ese país, así como en la película de 1984 La Segua, inspirada en la obra de Alberto Cañas; donde incluso se utilizó una máscara que recreaba la cabeza de caballo putrefacta para las escenas más inquietantes.
En 1996, el extinto canal Univisión Canal 2 presentó una miniserie televisiva sobre las leyendas costarricenses, llamada Leyendas, las Vivencias, en la cual se incluyó la versión costarricense de la leyenda de la Cegua.

### Música
- La Cegua ha sido tema de algunas piezas musicales de música folclórica por parte de músicos como el folclorista costarricense Lorenzo "Lencho" Salazar y el artista argentino radicado en Costa Rica Rubén Pagura.

- Existe un grupo musical nicaragüense llamado "La Cegua", que interpreta temas de rock, pop y otros géneros musicales alternativos.

### Gastronomía
- Segua Red Ale es el nombre de una cerveza artesanal costarricense.

### En la radio
La Cegua también ha tenido su participación en la radio. Los cuentos de Pancho Madrigal es un programa de radio nicaragüense que habla sobre cuentos y leyendas de Nicaragua contados por Fabio Gadea Mantilla, donde ahí la Cegua tuvo su participación en varios cuentos.